# Olivier Olibeau
Olivier Olibeau (n. 13 d'abril de 1977, Perpinyà (Catalunya Nord), és un jugador de rugby a XV que va jugar quinze temporades a la lliga francesa i va disputar dos partits com internacional. La seva posició era de segona línia i feia 1,97 m i 109 kg.

## Trajectòria esportiva

### Clubs

#### Equips
El jugador es va formar a un modest club d'Elna. Els seus equips com a professional van ser:
- 1997-2002 : USA Perpignan
- 2002-2004 : RC Narbonne
- 2004-2006 : Biarritz olympique
- 2006-2012: USA Perpignan[2]

L'any 2012 va anunciar la seva retirada, després que la USAP no va oferir-li la renovació del contracte.

#### Palmarés
- 3 títols del campionat francès: 2005, 2006 i 2009, més 2 subcampionats: 1998, 2010.
- 1 subcampionat de la Copa d'Europa: 2009.[3]

### Selecció francesa
Fou convocat per Bernard Laporte i Jo Maso per participar amb els Bleus en la gira d'amistosos per l'hemisferi sud durant la primavera de 2007, on va poder disputar dos partits. Malgrat haver tingut molt bones prestacions al seu club durant aquella temporada, Olibeau no va formar part de l'equip que va per participar en la Copa del Món 2007.